# Wormhout

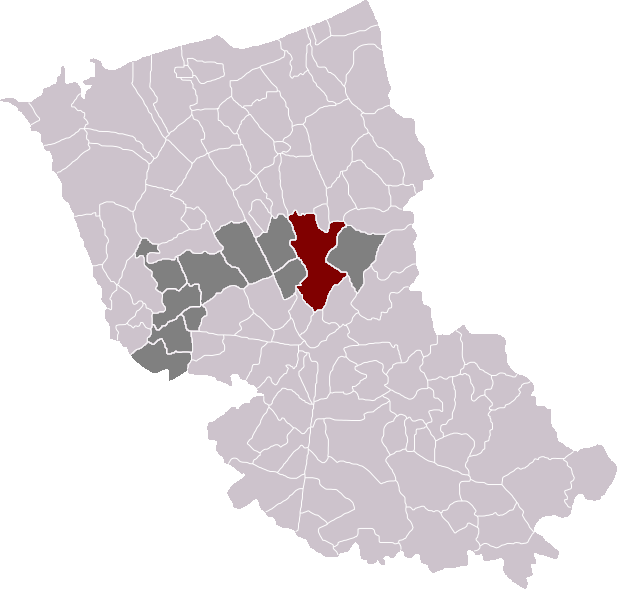
Localització de Wormhout

Wormhout (en neerlandès Wormhout) és un municipi francès, situat a la regió dels Alts de França, al departament del Nord, que forma part de la Westhoek. L'any 2006 tenia 5.196 habitants. Limita al nord-est amb West-Cappel, al nord amb Quaëdypre i Wylder a l'oest amb Esquelbecq, a l'est amb Bambecque i Herzeele, al sud amb Zermezeele i Hardifort, al sud-est amb Ledringhem i al sud-est amb Oudezeele.

## Demografia
| Evolució de la població Cassini i INSEE |       |       |       |       |       |       |       |       |
| 1793                                    | 1800  | 1806  | 1821  | 1831  | 1836  | 1841  | 1846  | 1851  |
| 3 078                                   | 3 345 | 3 535 | 3 775 | 4 020 | 3 895 | 3 828 | 3 991 | 3 869 |

| 1856  | 1861  | 1866  | 1872  | 1876  | 1881  | 1886  | 1891  | 1896  |
| ----- | ----- | ----- | ----- | ----- | ----- | ----- | ----- | ----- |
| 3 769 | 3 811 | 3 703 | 3 701 | 3 759 | 3 649 | 3 706 | 3 575 | 3 498 |

| 1901  | 1906  | 1911  | 1921  | 1926  | 1931  | 1936  | 1946  | 1954  |
| ----- | ----- | ----- | ----- | ----- | ----- | ----- | ----- | ----- |
| 3 420 | 3 449 | 3 258 | 3 113 | 2 892 | 2 845 | 2 839 | 2 879 | 2 720 |

| 1962  | 1968  | 1975  | 1982  | 1990  | 1999  | 2006 | 2011 | 2016 |
| ----- | ----- | ----- | ----- | ----- | ----- | ---- | ---- | ---- |
| 2 826 | 3 004 | 4 332 | 5 133 | 5 057 | 4 984 | -    | -    | -    |

| 2019 | - | - | - | - | - | - | - | - |
| ---- | - | - | - | - | - | - | - | - |
| -    | - | - | - | - | - | - | - | - |

## Administració
| Període   | Identitat        | Partit |
| --------- | ---------------- | ------ |
| 1945-1957 | Robert Dehaene   |        |
| 1957-1977 | André Dehaene    |        |
| 1977-1985 | Robert Deldicque | PS     |
| 1995-     | René Kerckhove   | PS     |